# Johan Deshington

Miniatyr målad av Johan Deshington föreställande okänd officer.

Johan Dohnsdorf Deshington (Dishington, Dischington), född 2 mars 1810 i Bergen, död 1847, var en norsk miniatyrmålare verksam i Sverige under 1830-talet.
Han var son till guldsmeden Christopher Deshington och Juliane Marie Tomsen.
Deshington lär ha studerat vid Konstakademien i Stockholm och försörjde sig därefter som kringresande miniatyrmålare. Han vistades i Göteborg 1837 och i Stockholm 1838. Hans litografi över S:t Petri kyrka i Malmö trycktes i en större upplaga och såldes till förmån för de brandskadade i Södra Förstaden i Malmö 1842. När hans far avled 1846 framgår det av bouppteckningen att han var bosatt i Köpenhamn där han troligen dog i armod.
Delar av hans konst visades på Hälsingborgs museum 1912 och på Bukowskis konsthandel 1915. Deshington finns representerad vid bland annat Nationalmuseum i Stockholm.